# William Sefton, Baron Sefton of Garston
William Henry Sefton, Baron Sefton of Garston (* 5. August 1915 in Liverpool; † 9. September 2001) war ein britischer Politiker der Labour Party, der sich in der Kommunalpolitik engagierte und Vorsitzender des Stadtrates von Liverpool, des Rates des Metropolitan County Merseyside und der Entwicklungsgesellschaft von Runcorn (Runcorn Development Corporation) war, die sich mit der Neugestaltung dieser Industriestadt zu einer New Town befasste, und der 1978 als Life Peer aufgrund des Life Peerages Act 1958 Mitglied des House of Lords wurde.

## Leben
Sefton absolvierte nach dem Besuch der Duncombe Road School in Liverpool eine Ausbildung zum Klempner und arbeitete danach in der Gerberei im Liverpooler Stadtbezirk Garston. Einige Zeit später wurde er Mitglied der Labour Party und engagierte sich auch im Liverpool Trades Council, dem Gewerkschaftsverband der Stadt. Dort wurde er Vorsitzender der linksgerichteten Garston Group.
1953 wurde er erstmals zum Mitglied des Stadtrates von Liverpool gewählt und stieg bald zum stellvertretenden Vorsitzenden der Fraktion der Labour Party auf und war damit als Deputy Leader of the Council Vertreter von John „Jack“ Braddock, der von 1955 bis 1961 sowie erneut zwischen 1963 und 1964 Vorsitzender des Rates war.
Nach dem Tod von Jack Braddock wurde Sefton schließlich 1964 selbst Vorsitzender des Liverpool City Council. In den folgenden Jahren kam es zu zahlreichen Abrissmaßnahmen alter Stadtviertel sowie zum Bau neuer Wohnquartiere, die allerdings in der Bevölkerung kritisch gesehen wurden, so dass die Labour Party und die Conservative Party ihre Mehrheit zu Gunsten der Liberal Party verloren. Bei den Stadtratswahlen 1973 verlor Sefton daraufhin sein Ratsmandat an einen Kandidaten der Liberal Party, die mit Cyril Carr auch den Vorsitzenden des Liverpool City Council stellte.
Kurz darauf wurde Sefton 1974 jedoch Mitglied sowie Vorsitzender des neugegründeten Rates des Metropolitan County Merseyside. Nach dem Verlust der Mehrheit in diesem Gremium fungierte er zwischen 1977 und 1979 als Führer der Opposition und war ferner zwischen 1975 und 1989 auch Vorsitzender des Wirtschaftsplanungsrates von North West England (North West Economic Planning Council). Zugleich engagierte er sich zwischen 1974 und 1981 als Vorsitzender der Entwicklungsgesellschaft von Runcorn (Runcorn Development Corporation) war, die sich mit der Neugestaltung dieser Industriestadt zu einer New Town befasste.
Durch ein Letters Patent vom 3. Mai 1978 wurde Sefton als Life Peer mit dem Titel Baron Sefton of Garston, of Garston in the County of Merseyside, in den Adelsstand erhoben und gehörte bis zu seinem Tod dem House of Lords als Mitglied an. Seine offizielle Einführung (Introduction) als Mitglied des Oberhauses erfolgte am 24. Mai 1978 mit Unterstützung durch FitzRoy Somerset, 5. Baron Raglan und Cyril Hamnett, Baron Hamnett.
Daneben fungierte er zwischen 1981 und 1985 als stellvertretender Vorsitzender der Entwicklungsgesellschaften von Runcorn sowie von Warrington, wo die bisherige Schwerindustrie durch Technologie- und Dienstleistungsunternehmen ersetzt wurde.